# Lion Schuster
Lion Schuster (* 9. August 2000 in Wien) ist ein österreichischer Fußballspieler.

## Karriere

### Verein
Schuster begann seine Karriere beim SKV Altenmarkt. Zur Saison 2010/11 kam er in die Jugend des Badener AC. Zur Saison 2012/13 wechselte er zum SK Rapid Wien, bei dem er später auch in der Akademie spielen sollte.
Im Mai 2018 debütierte er für die Amateure von Rapid in der Regionalliga, als er am 34. Spieltag der Saison 2017/18 gegen den SKU Amstetten in der Startelf stand. Sein erstes Tor in der Regionalliga erzielte er im November 2018 bei einem 4:2-Sieg gegen den Wiener Sport-Club. In der Saison 2018/19 kam er zu 25 Regionalligaeinsätzen, in denen er zwei Tore erzielte.
Im September 2019 debütierte er bei seinem Kaderdebüt für die Profis im ÖFB-Cup, als er im Zweitrundenspiel gegen den FC Red Bull Salzburg in der 67. Minute für Taxiarchis Foundas eingewechselt wurde. Sein Debüt in der Bundesliga gab er schließlich im Dezember 2019, als er am 16. Spieltag der Saison 2019/20 gegen den LASK in der 80. Minute für Dejan Ljubičić eingewechselt wurde.
Nach der Saison 2022/23 verließ er Rapid. Anschließend wechselte er im August 2023 nach Deutschland zum Drittligisten SV Sandhausen. Für Sandhausen absolvierte er 16 Partien in der 3. Liga. Im Februar 2025 wechselte er zur Regionalligamannschaft von Bundesligist Holstein Kiel. Für Kiels Reserve absolvierte er 14 Partien in der Regionalliga Nord, aus der das Team aber abstieg. Daraufhin verließ Schuster Holstein nach der Saison 2024/25 wieder.

### Nationalmannschaft
Schuster spielte im April 2016 erstmals für eine österreichische Jugendnationalauswahl. Im August 2016 debütierte er gegen Kroatien für die U-17-Mannschaft. Für diese kam er bis März 2017 zu 10 Einsätzen. Im September 2017 kam er gegen Finnland erstmals für die U-18-Auswahl zum Einsatz.
Im August 2018 debütierte er gegen Zypern für das U-19-Team.

## Persönliches
Schuster hat von Geburt an eine dreifach geteilte Kniescheibe (Patella tripartita), dies wurde bei ihm allerdings erst im Herbst 2021 diagnostiziert, nachdem er Schmerzen hatte. Die Knochenteile wurden mit Schrauben korrigiert.
Sein Bruder Marvin (* 2003) ist ebenfalls Fußballspieler.